# Sint-Petrus-en-Pauluskerk (Eisleben)
De Sint-Petrus-en-Pauluskerk is een protestante kerk in Eisleben in de Duitse deelstaat Saksen-Anhalt. Op 11 november 1483 werd Maarten Luther in de laatgotische hallenkerk gedoopt. Na een grondige renovatie en herinrichting in 2010 werd het gebouw op 29 april 2012 heropend als Zentrum Taufe Eisleben (doopcentrum Eisleben).